# Levente Szabó
Pour les articles homonymes, voir Szabó.
Dans le nom hongrois Szabó Levente, le nom de famille précède le prénom, mais cet article utilise l’ordre habituel en français Levente Szabó, où le prénom précède le nom.
Levente Szabó, né le 6 juin 1999 à Székesfehérvár en Hongrie, est un footballeur international hongrois. Il évolue actuellement à l'Eintracht Braunschweig au poste d'avant-centre.

## Biographie

### En club
Le 31 août 2021, il est prêté au Budafoki pour une saison. Le 14 février 2024, il est prêté à Diósgyőri.
Le 24 mai 2024, il signe un contrat de deux ans avec l'Eintracht Braunschweig en deuxième division. Il marque son premier but contre Darmstadt le 14 septembre 2024.

### En équipe nationale
Le 16 novembre 2024 il fait ses débuts avec la sélection hongroise lors d'un match de Ligue des nations 2024-2025 contre les Pays-Bas. Il remplace Barnabás Varga.